# دمتر بیتنس
دمتر بیتنس (انگلیسی: Demeter Bitenc) (زادهٔ ۲۱ ژوئیهٔ ۱۹۲۲ - درگذشته ۲۲ آوریل ۲۰۱۸) بازیگر اهل اسلوونی بود. وی از سال ۱۹۵۳ میلادی تا سال ۲۰۱۸ مشغول فعالیت بود.
از فیلم‌ها یا برنامه‌های تلویزیونی که وی در آن نقش داشته‌است، می‌توان به شب‌های پرحرارت پوپیا، طلای آپاچی، پل، صلیب آهنین و دوئل در غروب آفتاب اشاره کرد.